# Santissima Trinità dei Pellegrini (Řím)
Kostel Santissima Trinità dei Pellegrini (česky Nejsvětější Trojice poutníků) je římský katolický kostel v rione Regola, na Via dei Pettinari a Piazza della Trinità dei Pellegrini, nedaleko paláce Farnese, Ponte Sisto nebo Palazzo Spada.

## Historie
Pod vlivem sv. Filipa Neriho vzniklo v roce 1540 laické Bratrstvo Nejsv. Trojice u kostela svatého Jeronýma od Křesťanské lásky. Toto bratrstvo začalo zajišťovat péči o poutníky zejména v průběhu Svatých roků, postupně také přejalo péči o chudé a o ty, kdo potřebovali lékařskou péči. V roce 1559 mu papež Pavel IV. svěřil starý a zchátralý kostel San Benedetto in Arenula, který konfraternita v roce 1587 dala zbourat a začala jej stavět znovu. V roce 1616 byl kostel konsekrován za zasvěcen Nejsv. Trojici a sv. Benediktovi. Při kostele vznikl známý špitál, který sloužil pro celý Řím a pro poutníky o Svatých rocích. Proto byl podporován z různých zdorojů, kbratrstvo mělo ve správě také Český hospic v Římě. 
V roce 2008 papež Benedikt XVI. zřídil u kostela personální farnost, kterou svěřil Kněžskému bratrstvu svatého Petra, které zde pečuje o věřící v římské diecézi, navštěvující mimořádnou formu římského ritu. V kostele stále sídlí starobylé Arcibratrstvo Nejsv. Trojice poutníků a uzdravujících se, v přilehlých lokálech se Komunita Sant'Egidio stará o potřebné.

## Popis
Fasádu kostela na návrh Francesca De Sanctis vytvořil architekt Giuseppe Sarti v roce 1773. Interiér je tvořen hlavní lodí ve tvaru latinského kříže, do níž se otevírá šest bočních kaplí.
Hlavní oltář z afrického mramoru je dílem Domenica Pozziho, oltářní obraz Nejsvětější Trojice je dílem Guida Reniho, je z roku 1625 a vznikl na objednávku kardinála Ludovica Ludovisiho.